# Наконец-то любовь
«Наконец-то любовь» (англ. At Long Last Love, другое название: англ. Quadrille — «Кадриль») — американский романтический комедийный фильм-мюзикл, снятый в 1975 году Питером Богдановичем и содержащий 18 песен с музыкой Коула Портера. В главных ролях Бёрт Рейнольдс, Сибилл Шеперд, Мэдлин Кан и Дуилио дель Прете.
Фильм является данью уважения Богдановича к музыкальным фильмам 1930-х годов, такими как «Один час с тобой», «Парад любви», «Весёлая вдова» и «Улыбающийся лейтенант». Премьерный показ фильма состоялся на киностудии «Двадцатый век Фокс» 1 марта 1975 года, кинотеатральная премьера состоялась 6 марта того же года в Нью-Йорке и 26 марта в Лос-Анджелесе. Фильм провалился в прокате, получил негативные отзывы и в дальнейшем считается худшим фильмом в истории.

## Сюжет
Миллионер Майкл Оливер Притчард влюбляется в певицу Китти О'Келли, в то время как бедная женщина Брук Картер встречается с итальянским игроком Джонни Спэниш. Обе пары становятся друзьями и начинают вступать в сложные взаимоотношения друг с другом.

## Роли исполняют
- Бёрт Рейнольдс — Майкл Оливер Притчард III
- Сибилл Шеперд — Брук Картер
- Мэдлин Кан — Китти
- Дуилио дель Прете — Джонни
- Айлин Бреннан — Элизабет
- Джон Хиллерман — Родни Джеймс
- Милдред Нэтвик — Мэйбл Притчард
- М. Эммет Уолш — Гарольд

## Съёмочная группа
- Сценарист, режиссёр, продюсер: Питер Богданович
- Продюсер: Фрэнк Маршалл
- Оператор: Ласло Ковач
- Композитор: Коул Портер
- Художник-постановщик: Джин Аллен
- Художник по костюмам: Бобби Мэнникс
- Художник по декорациям: Джерри Вундерлих

## Производство

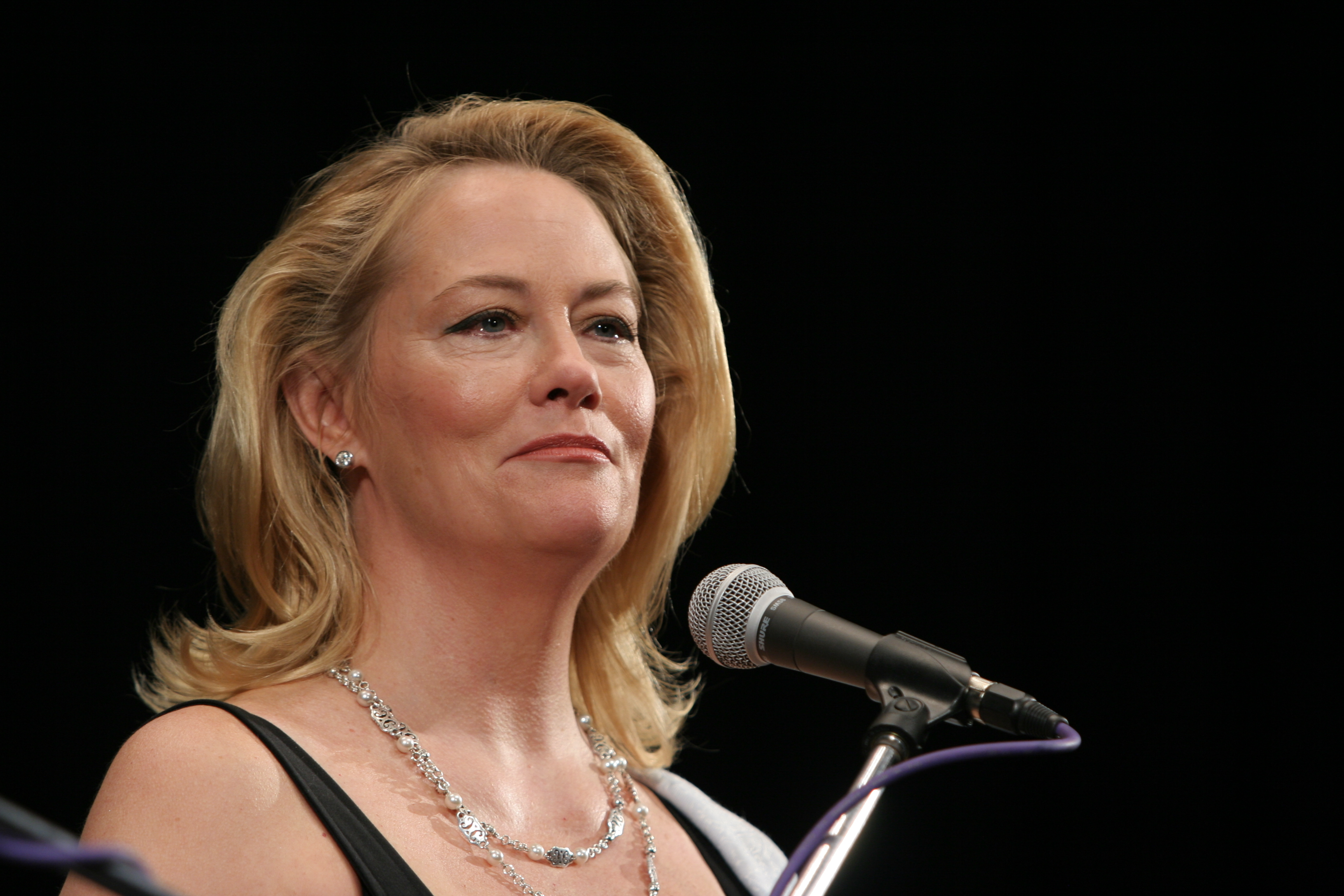
Сибилл Шеперд

«Наконец-то любовь» стал первым музыкальным фильмом Богдановича, а также первым фильмом, сценарий к которому он написал сам. Идея снять фильм-мюзикл с песнями Коула Портера к нему пришла после того, как его тогдашняя подруга Сибилл Шеперд подарила ему книгу песен композитора. 
Его тексты передавали легкомысленную эпоху. С чувством грусти, но очень тонко… Тексты Коула Портера менее сентиментальны, чем, скажем, Гершвин, и более абразивными… Гершвин был великим музыкантом. Но Коул был лучшим лириком, и мне было интересны его тексты, чем музыка. 
Когда он услышал тексты песни «I Loved Him», с их обращением эмоций и ироничной лирикой, он решил использовать это в качестве финала и «работал назад оттуда». Фильм изначально назывался «Кадриль», и был равномерно разделён между четырьмя главными персонажами.

В сентябре 1973 года Богданович объявил, что в главных ролях будут Сибилл Шеперд, Мэдлин Кан, Райан О'Нил и сам режиссер. Шеперд записала альбом песен Коула Портера, оплатившийся студией Paramount, под названием «Сибилл сделает это... с Коулом Портером». К марту 1974 года Богданович решил не играть сам, и заменил себя на Эллиота Гулда, который имел опыт в музыкальном театре. Гулд и О'Нил отказались. К марту 1974 года Бёрт Рейнолдс заменил Гулда. Богданович говорит, что его «уговорили» использовать Бёрта Рейнольдса, который хотел попробовать себя в мюзикле.
Всю шутку в том, что он своего рода приятный парень, с хорошей внешностью, но не особо хорош в танцах. Он не может легко с девушкой общаться. Он довольно неэффективен.
Он дал другую мужскую роль Дуилио дель Прете, который только что был снят в фильме Богдановича «Дейзи Миллер» и о котором режиссер думал, что он станет большой звездой. В марте 1974 года кинокомпания 20th Century Fox согласилась финансировать фильм.
Съёмки начались в августе 1974 года. Сопротивляясь искушению снимать ещё один чёрно-белый фильм, Богданович организовал его как «черно-белый фильм в цвете». Он хотел, чтобы персонажи чувствовали, что они ведут беседу, используя «открытки в форме песен» о том, «как они не знали, что сказать друг другу». Фильмы Эрнста Любича с Джанет МакДональд и Морисом Шевалье, такие как «Один час с тобой», «Парад любви», «Весёлая вдова» и «Улыбающийся лейтенант», повлияли на Богдановича, чтобы все песенные сцены были сняты вживую, так как это бы воссоздало «такой грустный, смешной, меланхоличный, глупый» и «спонтанный» настрой фильма.

Тем не менее, все главные актеры, особенно Рейнольдс, «не были опытными певцами или танцорами», что привело к множеству задержек и неразберихи в процессе съёмок. Кроме того, актерам было трудно исполнять сцены из-за необходимости выполнить их за один дубль и бороться с нестабильной системой приёмников для прослушивания инструментальной музыки. Позже Богданович сказал, что «был очень высокомерен» во время съёмок фильма, «но эта высокомерность возникла из беспокойства по поводу себя».
Я понимал, что мне так легко ошибиться, что стал настаивать на своей правоте.

## Отзывы

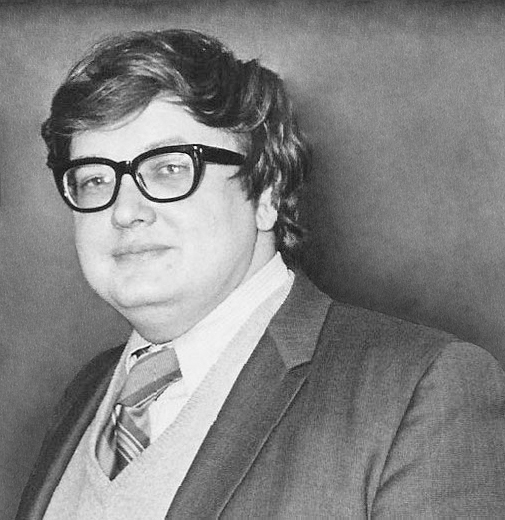
Роджер Эберт

Фильм получил негативные отзывы в прессе. Полин Кэль из «The New Yorker» написала, что «Наконец-то любовь» — это «детский фильм, в котором песни Коула Портера не вытаскивают картину со дна». Стив Уоррен из «The Barb» написал, что актёры в фильме «не могут ни петь, ни танцевать, а Богданович не может придумать, чем им заняться, кроме как притворятся что они могут». Роджер Эберт в Chicago Sun-Times дал фильму оценку 2.5 из 5, написав, что «фильм не шедевр, но не может объяснить жестокость критики к нему».
По состоянию на июнь 2024 года, на сайте Rotten Tomatoes фильм имеет рейтинг 22%.